# 3 novembre 1995
Le 3 novembre 1995 est le 307e jour de l'année 1995 du calendrier grégorien. Il s'agit d'un vendredi. 

## Naissances
- Kendall Jenner, mannequin américain.
- Coline Matte, Saut à ski Français

## Décès
- Robert Tucker Abbott, malacologiste américain.